# Look Blue Go Purple
Look Blue Go Purple è un gruppo musicale neozelandese.

## Storia
Il gruppo venne formato nel 1983 da Maxine Berlin, Virginia Stirling, Lime Slyme, Polly Montgomery e Zena Neanic. Incominciarono a esibirsi dal vivo l'anno stesso; il primo spettacolo della nuova band fu una festa di compleanno e il loro primo spettacolo ufficiale fu al Broome Valley Festival il 5 marzo 1983 seguito da una esibizione al Punakaiki Festival nell'aprile 1983; i primi due brani pubblicati, I'm Been To Ena's e Labor Pains, vennero registrati dal vivo durante una esibizione alla Canterbury University il 16 agosto 1983 e verranno pubblicati sulla compilation From The Lowland pubblicata nel 1984.
Dopo alcune esibizioni in comune con altri gruppi da maggio a giugno 1983, anche alla Otago University, con The Verlaines, The Chills e The DoubleHappys, il gruppo tenne a dicembre dei concerti nel nord del paese a Windsor Castle con The Rip, Say Yes to Apes e Fetus Productions. Nel febbraio 1985 il gruppo tornò ad Auckland per una serie di concerti con The Chills, The Verlaines, The Bats e Able Tasmans in varie università della New Zealand; a fine febbraio fecero alcune esibizioni con i Wreck Small Speakers all'Oriental Tavern e alla Otago University per poi tornare ad Aukland per registrare il primo EP, Bewitched, che venne pubblicato dalla Flying Nun Records.
Il gruppo fece quindi ritorno a Christchurch dove si esibì con The Chills, Sneaky Feelings e Skeptics all'inizio di aprile e, nell'agosto 1985, tenne alcuni concerti a Wellington e a Windsor Castle. Intanto il primo album raggiunse la posizione n. 21 della classifica pop della New Zealand di settembre, rimanendo nella Top 50 per otto settimane. Fecero da gruppo di supporto a un concerto di Jonathan Richman a Christchurch il 4 ottobre 1985 per poi suonare a Dunedin a 4 dicembre per poi tornare a Christchurch per una serie di concerti con The Pterodactyls e poi con The Verlaines e Roy Montgomery.
Nel 1986 iniziarono una serie di concerti con altri gruppi come This Kind of Punishment e Bird Nest Roys per poi tornare a Auckland per registrare il secondo EP, LBGPEP2, che raggiunse la posizione n. 26 a gennaio 1987 e rimanendo nelle classifiche pop per cinque settimane. A febbraio 1987, il gruppo si recò nuovamente ad Auckland per il concerto d'addio dei The Chills con Straitjacket Fits e Sneaky Feelings al quale seguì un lungo tour in Nuova Zelanda con i Straitjacket Fits. Dopo gli spettacoli ad Auckland, Hamilton, Palmerston North e Wellington, seguirono spettacoli nelle South Island, nelle piccole città di provincia di Takaka, Motueka, Westport e Blackball, e nella città di Christchurch. Registrarono poi una esibizione per una trasmissione radiofonica a Lower Hutt, Radio With Pictures, e, a ottobre, suonarono all'Oriental Tavern per un festival di due giorni con altri gruppi. Il gruppo però si sciolse a fine anno, dopo aver registrato un terzo EP, This Is This, che venne pubblicato postumo.
I primi due EP vennero raccolti in una compilation pubblicata dalla Flying Nun nel 1986, LBGPEPS; nel 1991 venne pubblicata una seconda compilation che raccoglieva tutti e tre gli EP, Compilation; nel 2017 venne poi pubblicata Still Bewitched, un doppio album che raccoglie tutti i brani pubblicati nei primi tre EP insieme a cinque brani inediti registrati dal vivo.

## Discografia
EP
- 1982 - Bewitched
- 1986 - LBGPEP2
- 1988 - This Is This

Compilation
- 1986 - LBGPEPS
- 1991 - Compilation
- 2017 - Still Bewitched

## Formazione
- Denise Roughan alias Polly Montgomery
- Kath Webster alias Lime Slyme
- Kathy Bull alias Virginia Stirling
- Lesley Paris alias Zena Neanic
- Norma O'Malley alias Maxine Berlin